# Tiếng Judeo-Ý
Tiếng Judeo-Ý là một ngôn ngữ Do Thái có nguy cơ biến mất, chỉ có khoảng 200 người nói ở Ý và tổng cộng có 250 người nói ngày nay, bao gồm tất cả các phương ngữ được nói bởi người Do Thái ở Ý, Corsica và Corfu. Một số từ có tiền tố và hậu tố được thêm vào các từ tiếng Do Thái cũng như từ cùng gốc tiếng Aram.

## Thuật ngữ "Judeo-Ý"
Thuật ngữ giudeo-italiano có nguồn gốc khoa học và xuất hiện tương đối muộn. Trong tiếng Anh, Judeo-Italian được Lazaro Belleli sử dụng lần đầu tiên vào năm 1904 cho bài viết của mình (Judæo-Greek và Judæo-Italian) trong Từ điển bách khoa Do Thái (tập 7, 310-313), mô tả các ngôn ngữ của người Do Thái ở Corfu. Bằng tiếng Ý, Giuseppe Cammeo đã đề cập đến Gergo giudaico-italiano trong bài viết năm 1909 của ông Studj dialettali (Vessillo Israelitico 57 (1909), thuật ngữ đầu tiên xuất hiện trong tr.169).

## Đại diện Kinh Thánh của tiếng Judeo-Ý
Một trong những cách dễ tiếp cận nhất để xem ngôn ngữ Judeo-Ý là xem các bản dịch trong các văn bản Kinh thánh như Torah và Hagiographia. Ngày nay, có hai địa điểm, Thư viện Bodleian Oxford và Chủng viện Thần học Do Thái ở New York, trong đó các bản dịch này có thể được tìm thấy.